# NGC 327
NGC 327 là một thiên hà xoắn ốc trong chòm sao Kình Ngư. Nó được phát hiện vào ngày 27 tháng 9 năm 1864 bởi Albert Marth. Nó được Dreyer mô tả là "mờ nhạt, nhỏ bé, mở rộng". Đó là các thiên hà gần đó NGC 329, NGC 325 và NGC 321.